# قنينة ماء قليلة اللدائن
زقنينة ماء قليلة اللدائن (بالإنجليزية: Low plastic water bottle)‏ هي زجاجات ماء عاديّة، ولكنها تستخدم لدائنَ أقل من زجاجة المياه العادية، وعادة ما يكون لها نفس الحجم الداخلي ولكنها مصنوعة من لدين أرق. تحتوي بعض هذه الزجاجات على أقل من نصف زجاجة ماء عادية من اللدائن.

## إعادة التدوير
من الصعب إعادة تدوير الزجاجات اللدائنية الرقيقة؛ وبالتالي انخفض متوسط إنتاجية إعادة تدوير زجاجات البولي إيثيلين تريفثاليت في أوروبا من 73٪ إلى 63٪ بين عامي 2011 و2017، حيث تَمَّ إلقاء اللوم على الزجاجات منخفضة اللدائن لارتفاع مستوى الرطوبة في آلآت إعادة التدوير، فيجب إنتاج رقائق لدائنية أرق من المرجح أن يتم التخلص منها خلال عملية إعادة التدوير.
تم إجراء محاولة تجارية أخرى على الأقل لإنشاء زجاجات رخيصة وغير لدائنية للمياه. ففي عام 2009، أصدرت شركة Ecologic Brands, Inc ‏ . زجاجة مياه تم إنشاؤها باستخدام مزيج من الأوراق القابلة لإعادة التدوير والمستدامة مثل الخيزران أو أوراق النخيل. تم إدخال التصميم في جائزة INNOVIC 's Next Big Thing Award لعام 2009.